# Кострова, Ирина Васильевна
Ирина Васильевна Кострова (4 апреля 1923, Москва — 1 мая 2025, Москва) — советская и российская театральная актриса.  Заслуженная артистка Российской Федерации (1999).

## Биография
Родилась 4 апреля 1923 года в Москве. Происходила из дворянской семьи. Её отец — в прошлом офицер, награждённый двумя Георгиевскими и Александровским крестами. В 1941 году окончила школу. Во время войны выступала в агитбригадах.
Творческий путь начала в Железнодорожном театре Марии Кнебель, а после выступала на сцене Московского государственного театра Ленком и Театра на Таганке. Кроме того, на протяжении долгого времени являлась артисткой Москонцерта.
В 1999 году Костровой присвоено звание Заслуженной артистки Российской Федерации. Также являлась заслуженной артисткой Кабардино-Балкарии и Калмыкии.
В 2023 году Костровой исполнилось 100 лет.
Скончалась 1 мая 2025 года в Москве на 103-м году жизни. Церемония прощания прошла 4 мая 2025 года в московском Москонцерт-холле. Похоронена в Москве на Даниловском кладбище.

## Семья
- Муж — актёр театра Анатолий Свенцицкий (1921—2007), заслуженный артист Литовской ССР (1970) и России (1995). Были женаты с 1949 года[7][2].

## Роли в театре
- «Гроза» — Катерина
- «Конец всему делу венец» — Елена
- «Сирано де Бержерак» — Роксана
- «Младшая сестра» — Настенька
- «Не всё коту масленица» — Агния
- «За тех, кто в море» — Шабунина
- «Встреча с юностью» — Алёнка
- «Мужество» — Анечка
- «Мачеха» — Полин
- «Зелёная улица» — Лена
- «Красавец мужчина» — Зоя
- «Дворянское гнездо» — Лиза
- «Голос Америки» — Синтия Кидд
- «Угрюм-река» — Анфиса
- «За вторым фронтом» — Таня Егорова
- «Роковое наследство» — Валя Тузова
- «За здоровье молодых» — Люся Смирнова
- «Тайная война» — Таня
- «Забавный случай» — Констанция
- «Анна Каренина» — Варя Вронская
- «Свадьба с приданым» — Ольга
- «Оптимистическая трагедия» — Комиссар
- «Изобретательная влюблённая» — Фениса
- «На той стороне» — Николаева
- «Посланец мира» — Лали Рондели
- «Снежная королева» — Принцесса
- «Коварство и любовь» — Леди Милфорд
- «Живой труп» — Маша
- «Опасный спутник» — Мария
- «Лётчики» — Юлия
- «Невольницы» — Софья
- «День отдыха» — Клава
- «Завязанные глаза» — Магда
- «Колесо счастья» — Зина
- «Когда цветёт акация» — Вера
- «Наказание без мщения» — Кассандра
- «Скандальное происшествие» — Миссис Мун

## Награды
- Орден «За заслуги в культуре и искусстве» (8 ноября 2023 года) — за большой вклад в развитие отечественной культуры и искусства, многолетнюю плодотворную деятельность[9].
- Заслуженная артистка Российской Федерации (1 апреля 1999 года) — за заслуги в области искусства[10].
- Заслуженная артистка Кабардино-Балкарии.
- Заслуженная артистка Калмыкии.